# Sky Airline Ecuador
Sky Airline Ecuador, cuyo nombre empresarial es Fly Airline Ecuador (Flyair), fue un proyecto para crear una aerolínea de bajo coste ecuatoriana, filial del grupo SKY Airline, fundada en enero de 2024.
La aerolínea obtuvo el permiso de la Dirección General de Aviación Civil para operar aeronaves Airbus A320neo y A321neo, pero desistió de completar los trámites y no llegó a volar. La compañía adujo que pensaba enfocarse en otros mercados «por el momento, tomamos la decisión de no avanzar en la solicitud de permisos para operar en este país. Esta definición responde a que nuestros esfuerzos estarán centrados en reforzar nuestra operación en los países que actualmente conectamos, (...) donde continuamos viendo muchas oportunidades de crecimiento.».

## Destinos planeados
En una primera fase, Sky planeó vuelos regulares a los siguientes destinos:
| Destinos                                                             | Aeropuertos                                     | Desde          | Frecuencias semanales                                                     |
| -------------------------------------------------------------------- | ----------------------------------------------- | -------------- | ------------------------------------------------------------------------- |
| Baltra, Galápagos                                                    | Aeropuerto Seymour-Baltra                       | UIO y GYE      | Hasta 9                                                                   |
| Guayaquil, Guayas                                                    | Aeropuerto Internacional José Joaquín de Olmedo | Hub secundario | Hasta 33 desde Quito Hasta 9 desde Baltra Hasta 3 desde San Cristóbal     |
| Manta, Manabí                                                        | Aeropuerto Internacional Eloy Alfaro            | UIO            | Hasta 7                                                                   |
| Quito, [[Archivo:\|20x20px\|border\|Bandera de Pichincha]] Pichincha | Aeropuerto Internacional Mariscal Sucre         | Hub principal  | Hasta 33 desde Guayaquil Hasta 9 desde Baltra Hasta 3 desde San Cristóbal |
| San Cristóbal, Galápagos                                             | Aeropuerto de San Cristóbal                     | UIO y GYE      | Hasta 3                                                                   |

Posteriormente, la aerolínea pensaba ampliar sus operaciones hacia los siguientes lugares:
| Destinos           | Aeropuertos                              | Desde | Frecuencias semanales |
| ------------------ | ---------------------------------------- | ----- | --------------------- |
| Catamayo, Loja     | Aeropuerto Ciudad de Catamayo            | UIO   | Hasta 7               |
| Cuenca, Azuay      | Aeropuerto Internacional Mariscal La Mar | UIO   | Hasta 7               |
| El Coca, Orellana  | Aeropuerto Francisco de Orellana         | UIO   | Hasta 7               |
| Santa Rosa, El Oro | Aeropuerto Internacional de Santa Rosa   | UIO   | Hasta 7               |